# Wendell Berry
Wendell Berry (* 5. srpna 1934) je americký spisovatel, environmentalista a farmář.
Studoval na University of Kentucky a v roce 1960 se účastnil programu tvůrčího psaní na Stanfordově univerzitě. V roce 1960 vydal svůj první román Nathan Coulter, následně díky Guggenheimovu stipendiu cestoval po Evropě a v letech 1962–1964 vyučoval angličtinu na bronxském kampusu Newyorské univerzity (University Heights). V letech 1964–1977 vyučoval kreativní psaní na University of Kentucky.
Jeho dalšími romány jsou A Place on Earth (1967, přepsáno 1983), The Memory of Old Jack (1974), Remembering (1988), A World Lost (1996), Jayber Crow (2000), Hannah Coulter (2004) a Andy Catlett: Early Travels (2006). Rovněž je autorem řady povídek, sebraných v knihách That Distant Land (2004), A Place in Time (2012) a How It Went (2022), mnoha básnických sbírek a mnoha knih literatury faktu. V roce 2015 vyšly jeho vybrané dopisy s Garym Snyderem v knize Distant Neighbors. V roce 2010 získal od Baracka Obamy Národní humanitní medaili.